# Fundació i Imperi

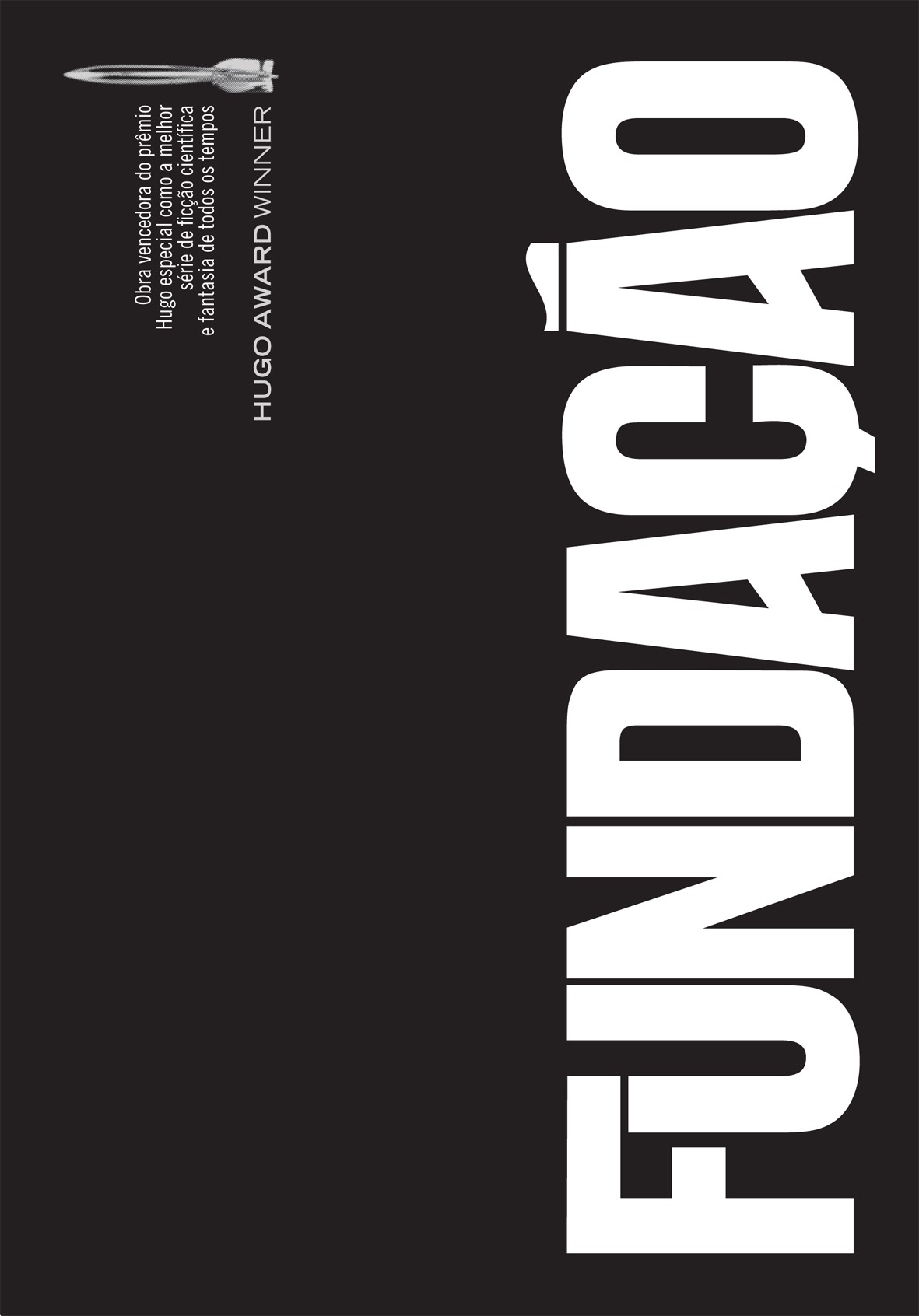
Imatge de la versió portuguesa del llibre.

Fundació i Imperi és la segona novel·la de la trilogia de "La Fundació" (o Cicle de Tràntor com també es denomina) escrita per Isaac Asimov el 1952.

## Estructura
1. El general (The General) - Novel·la Curta - Publicada el 1945 amb el títol Dead Hand (La mà morta)
2. El Mul (The Mule) - Novel·la Curta - Publicada el 1945 amb el títol The Mule (El Mul)

## Argument
La novel·la té dues parts:

### El general
La Fundació entra en contacte amb l'Imperi Galàctic en declivi, i s'enfronta al seu últim gran general, Bel Riose. L'Imperi Galàctic ataca la Fundació. L'Imperi, tot i el seu declivi, encara és militarment superior a la Fundació. Lathan Devers, un agent de la Fundació, va en missió a Trantor per intentar trobar-se amb l'emperador Cleon II. No ho aconsegueix. De totes maneres, l'emperador ordena a Riose que torni a Trantor, per ser massa "efectiu" i, per tant, una amenaça per l'emperador que en anteriors ocasions havia estat assassinat per un militar. La guerra acaba amb la mort de Riose.
Posteriorment als esdeveniments, els membres de la Fundació intenten analitzar la lluita de poder entre els generals i els emperadors de l'antic Imperi utilitzant els principis de la psicohistòria. Tot i que Hari Seldon no els va traspassar de forma intencionada coneixements avançats d'aquesta disciplina, entenen que, de la mateixa manera que en la crisi anterior, no es requeria cap acció per part seva. "La mà morta" de la psicohistòria de Hari Seldon és més forta doncs que la poderosa Flota Imperial.
Els personatges de l'emperador Cleon II i de Bel Riose es basen en els personatges històrics de l'emperador Justinià I i el general Belisari de l'Imperi Romà d'Orient. Asimov va inspirar-se en la seva història a partir de l'obra El comte Belisari de Robert Graves així com en el tractat The History of the Decline and Fall of the Roman Empire, d'Edward Gibbon.
"El general" va aparèixer per primer cop en la revista Analog Science Fiction and Fact, amb el títol de "The dead hand" (La mà morta).

### El Mul
La segona part del llibre, titulada "El mul", té lloc aproximadament cent anys després de la primera part. L'Imperi ha deixat d'existir, Trantor ha patit "El Gran Saqueig", i ha estat destruït per una "flota bàrbara", de manera ja només hi queden un petit grup de 20 planetes agrícoles. La majoria de la galàxia s'ha dividit en regnes bàrbars. L'Imperi mateix ha entrat en una fase encara més ràpida de declivi i de guerres civils.
En aquest context, La Fundació s'ha convertit en el poder dominant de la galàxia, controlant les seves regions a través de la seva xarxa comercial. L'existència del Pla Seldon és àmpliament coneguda, i els habitants de la Fundació, entre d'altres, creuen que, com que ja s'han predit correctament els esdeveniments passats, la formació d'un Segon Imperi és inevitable. El lideratge de la Fundació ha esdevingut dictatorial i complaent, i molts planetes exteriors que pertanyen als comerciants tenen la intenció de rebel·lar-se.
Una amenaça exterior apareix aleshores en forma d'un home misteriós a qui es coneix simplement com "El Mul". Es tracta d'un mutant que té la capacitat de detectar i manipular les emocions dels altres, generalment creant terror o devoció total entre les seves víctimes. Utilitza aquesta capacitat conquerir dels sistemes independents que voregen la Fundació i declarar-li la guerra. Davant d'aquesta nova amenaça, els comerciants de les províncies s'alien amb els líders centrals de la Fundació en contra del Mul, pensant que es tracta d'una nova crisi Seldon.
Mentre el Mul avança cap a la Fundació, els seus líders es reuneixen perquè l'holograma de Seldon els expliqui com guanyar-lo. Per sorpresa, escolten com Seldon va predir una guerra civil amb els comerciants, i no pas l'ascens del Mul. La gravació es deté de sobte quan Terminus es queda a les fosques per un atac del Mul i la Fundació cau.
Més endavant, els ciutadans de la Fundació, Toran i Bayta Darell, juntament amb el psicòleg Ebling Mis i "Magnifico Giganticus", un bufó al servei del Mul que aconsegueix escapar-se'n, viatgen a diferents mons de la Fundació i finalment a la Gran Biblioteca de Trantor. Els Darells i Mis busquen posar-se en contacte amb la Segona Fundació, que creuen que podran derrotar el Mul. Sospiten però que el Mul vol conèixer també la ubicació de la Segona Fundació per destruir-la amb la tecnologia que té després de la conquesta de la Primera Fundació.
A la Gran Biblioteca, Ebling Mis treballa sense descans fins que la seva salut es deteriora fatalment. Quan és a punt de morir diu a Toran, Bayta i Magnifico que sap on és la Segona Fundació. Abans que pugui revelar la ubicació de la Segona Fundació, Bayta el mata. Bayta s'havia adonat, poc abans, que Magnifico era en realitat el Mul, i que havia utilitzat els seus poders als planetes que havien visitat anteriorment. De la mateixa manera, havia obligat a Mis a seguir treballant sense descans. Bayta havia matat doncs a Mis per impedir-li que revelés la localització de la Segona Fundació al Mul.
Els Darells son abandonats a Trantor i el Mul torna per regnar sobre la Fundació i la resta del seu nou imperi. L'existència de la Segona Fundació, com a organització centrada en la ciència de la psicologia i la mentalitat, a diferència de l'enfocament de la Fundació en les ciències físiques, és aleshores evident pels Darells i pel Mul. Ara que el Mul ha conquistat la Fundació, és la força més poderosa de la galàxia, i la Segona Fundació és l'única amenaça per al seu eventual domini sobre tota la galàxia. El Mul promet que trobarà la Segona Fundació, mentre que Bayta afirma que aquesta ja s'ha preparat pel seu atac, i que per tant, no li queda molt temps.
"El Mul" es va publicar per primera vegada en els números de novembre i desembre de 1945 de la revista Astounding Science Fiction.